# Rosa richardii
Rosa richardii är en rosväxtart som beskrevs av Alfred Rehder. Rosa richardii ingår i släktet rosor, och familjen rosväxter. Inga underarter finns listade i Catalogue of Life.